# کنگره برلین

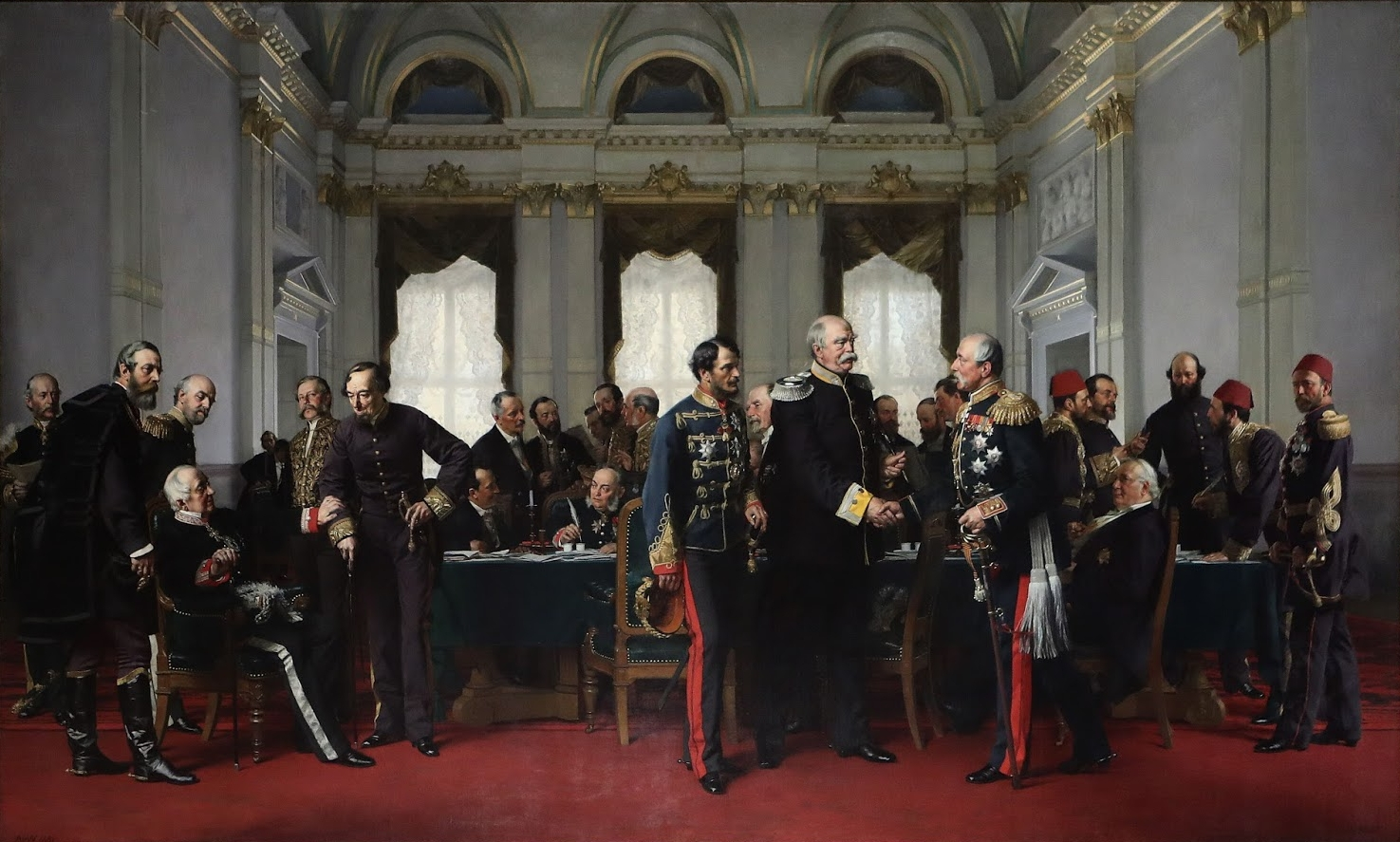
کنگره برلین

کنگره برلین (۱۳ ژوئن – ۱۳ ژوئیه ۱۸۷۸)(۲۳خرداد تا ۲۲ تیر ۱۲۵۷) اجلاسی متشکل از رهبران قدرت‌های اروپایی و امپراتوری عثمانی در برلین سال ۱۸۷۸ بود. این کنگره به دنبال جنگ روسیه و عثمانی (۱۸۷۷-۱۸۷۸) تشکیل شد و هدف اصلی آن، سازماندهی کشورهای بالکان بود.
امپراتوری روسیه با امضای قرارداد سن استفانو متصرفات اروپایی عثمانی را بین خودش و رومانی تقسیم کرده بود. این امر موجب اعتراض کنسرت اروپا به ویژه بریتانیا و اتریش-مجارستان شد و روسیه مجبور گشت برای تغییر مفاد این قرارداد در کنگره برلین شرکت کند. این کنگره دست روسیه را از بسیاری از متصرفات عثمانی کوتاه کرد و این کشور را مجبور به صرف‌نظر از طرح بلغارستان بزرگ نمود. روسیه این شکست را تقصیر آلمان و حمایتش از امپراتوری اتریش-مجارستان می‌دانست و فردای کنگره از مجمع سه امپراتور کناره گرفت و به این ترتیب «سیستم دوم بیسمارک» سقوط کرد.